# Melanie Arndt
Melanie Arndt (* 1977 in Wittenberg) ist eine deutsche Historikerin. 

## Leben
Nach dem Studium der Politikwissenschaften, Neueren Geschichte und Osteuropastudien in Potsdam, Berlin und London promovierte sie 2008 an der Humboldt-Universität zu Berlin. 2018 habilitierte sie sich in Regensburg. Seit 2020 lehrt sie als Professorin für Wirtschafts-, Sozial- und Umweltgeschichte an der Universität Freiburg.
Ihre Arbeitsschwerpunkte sind Zeitgeschichte, Umwelt- und Sozialgeschichte, historische Katastrophenforschung, Zivilgesellschaft und transnationale Geschichte.
Seit 2018 gehört sie dem Beirat der Fachzeitschrift Zeithistorische Forschungen an; zuvor war sie seit 2012 Redaktionsmitglied dieser Zeitschrift.

## Schriften (Auswahl)
- Gesundheitspolitik im geteilten Berlin 1948–1961. Köln 2009.
- Tschernobyl. Auswirkungen des Reaktorunfalls auf die Bundesrepublik und die DDR. Erfurt 2011.
- Tschernobylkinder. Die transnationale Geschichte einer nuklearen Katastrophe. Göttingen 2020.